# Aurelio Matilla Jimeno
Aurelio Matilla Jiménez va ser un militar i topògraf espanyol.

## Biografia
Nascut a Guadalajara, va ser militar de carrera. Va cursar estudis a l'Acadèmia d'Infanteria de Toledo, diplomant-se posteriorment en Estat Major. Entre 1927 i 1936 va formar part de la Comissió geogràfica del Marroc. El juliol del 1936 era cap de la Secció topogràfica de la IV Divisió Orgànica.
Després de l'esclat de la Guerra civil es va mantenir fidel a la República. Entre 1936 i 1937 va ser cap d'Estat Major de la IV Divisió Orgànica, a Barcelona. Durant algun temps també va ser membre de la Conselleria de Defensa de la Generalitat de Catalunya. Posteriorment seria cap d'Estat Major del XIX Cos d'Exèrcit i del Grup d'Exèrcits de la Regió Oriental (GERO). També va ser 2n cap d'Estat Major del Exèrcit de Llevant, a les ordres del general Juan Hernández Saravia.
Al començament de març de 1939, pròxim la fi de la guerra, va ser ascendit al rang de coronel per decret governamental.
Cap al final de la contesa va marxar a l'exili a França. Posteriorment es traslladaria a Sud-amèrica, instal·lant-se a la República Dominicana, on va exercir com a docent universitari i com a subdirector de l'Institut Geogràfic i Geològic. El 1947 va perdre el seu treball en la Universitat de Santo Domingo per pressions del règim de Trujillo, es va veure obligat a sortir del país. Es va instal·lar al costat de la seva família a Puerto Rico, on va trobar treball com a docent a la Universitat de Puerto Rico-Mayagüez —on arribaria a ser rector. En la dècada de 1970 va tornar a Espanya i es va instal·lar a Madrid, ciutat en la qual moriria.

## Família
Va néixer en el si d'una família de militars i diplomàtics d'ascendència republicana. El seu pare, Aurelio Matilla García del Barrio, va ser un advocat militar i destacat membre d'Unió Republicana (UR). El seu germà Alfredo va ser un advocat i diplomàtic del govern republicà.